# DarkSide Books
DarkSide Books é uma editora brasileira especializada nos gêneros de ficção científica, terror, fantasia e quadrinhos, sendo a primeira editora brasileira dedicada exclusivamente a esses nichos.

## Histórico
A Darkside iniciou suas atividades entre o final de outubro e o início de novembro de 2012, na cidade do Rio de Janeiro. O período coincide com o Halloween, feriado de Dia das Bruxas, tradicionalmente celebrado na Grã-Bretanha e nos Estados Unidos, e o feriado nacional do Dia de Finados. De acordo com a página oficial da editora no Facebook, a fundação aconteceu em 24 de outubro de 2012, data que coincide com o início da história narrada no livro Os Goonies, de James Kahn, o primeiro livro publicado pela editora.
Ela foi fundada pelos designers Christiano Menezes e Chico de Assis (que utilizam, respectivamente, os pseudônimos Chucky – referência ao personagem principal do filme Brinquedo Assassino – e Tio Chico – nome brasileiro do personagem Uncle Fester, da Família Addams), e pelo jornalista e escritor Marcel Souto Maior. Fãs de terror e quadrinhos, eles notaram que o mercado editorial não apresentava obras de qualidade para fãs do gênero, que hoje é uma das características principais da editora. A DarkSide viralizou na redes sociais, onde se estabeleceu rapidamente através dos fãs de terror.
Christiano e Chico são designers gráficos de formação e juntos mantém um escritório de design, o Retina 78, que atende a grandes editoras como Companhia das Letras, Alfaguara, Rocco, Leya, Agir e Record e à própria DarkSide. Entre 2010 e 2012, eles foram sócios-editores da Editora Barba Negra, selo de quadrinhos da Editora LeYa.
Durante o festival Youpix, no Rio de Janeiro, em dezembro de 2012, a Darkside esteve presente com um estande próprio, onde aproveitou a presença de um público de cerca de 4 mil pessoas para anunciar e promover seu primeiro lançamento, o livro Os Goonies, de James Kahn. Em 2014, a editora vendeu 120 mil exemplares de um catálogo então com 20 livros, algo incomum para editoras de nicho no Brasil.
Hoje a DarkSide Books é um grupo editorial, que desde 2019 trabalha em parceria com a Macabra Filmes. Em outubro de 2023, o grupo adquiriu a Editora Wish, reconhecida pelo trabalho editorial e por compartilhar a filosofia “de fã para fã”.

## Linha editorial
Adotando o lema de Aposte no escuro, a DarkSide foca em livros do chamado gênero especulativo ou ainda do gênero fantástico, que contém a fantasia, a ficção científica, o terror, e, posteriormente, os quadrinhos. Seus primeiros livros eram em capa comum, tamanho padrão. Desde 2015, todos os livros adotaram a capa dura, uma das marcas registradas de seus livros. Projetos especiais da linha Crânio ainda são publicados em capa comum.
A editora conta hoje com pelo menos nove linhas editoriais distintas, segmentadas por assunto e público.

### DarkSide
É a principal linha, com publicações de grandes nomes da literatura de terror, como Clive Barker, Iain Banks, Stephen King, Andrew Pyper, Gregory Maguire, Mark Z. Danielewski, Agustina Bazterrica e Thomas Olde Heuvelt.

### Medo Clássico
É uma linha voltada para a publicação de livros de literatura clássica. O selo já publicou antologias com os melhores contos de Edgar Allan Poe, H. P. Lovecraft e Robert Louis Stevenson, além de edições especiais de Frankenstein, de Mary Shelley, Drácula, de Bram Stoker e uma coletânea com contos fantásticos e de terror escritos por autores brasileiros, chamada Medo Imortal, primeiro livro de autores brasileiros dessa linha.

### Sociedade Secreta
Com a proposta de resgatar os clássicos por trás dos clássicos, o selo Sociedade Secreta publica obras transgressoras que se tornaram pilares da literatura, como O Rei de Amarelo, de Robert W. Chambers, O Grande Deus Pã, de Arthur Machen, e Otelo, de William Shakespeare.

### DarkLove
Este selo, criado em 2013, tem obras escritas exclusivamente por mulheres, explorando temas que vão desde a ficção científica até a fantasia, o new weird e o terror, feminismo, questões sociais e íntimas e ciclos da vida. A linha privilegia também uma produção editorial com tradutoras, editoras e revisoras. Este selo foi o responsável pela publicação de obras de autoras como Becky Chambers, Kerri Maniscalco, Bella Mackie e Julie Berry no Brasil.

#### DarkLove Classics
Derivado do selo DarkLove, este foi lançado em 2020, privilegiando os livros clássicos escritos por mulheres. O primeiro livro do selo foi O Morro dos Ventos Uivantes, de Emily Brontë.

### Graphic Novel
A linha de quadrinhos surgiu em 2017 e busca publicações raras, inéditas, que fujam de temas comuns ou que sejam de autores consagrados, tanto nacionais quanto internacionais. Seus temas variam desde não ficção a mangás japoneses.

### Crime Scene
Este selo aborda estudos de caso e perfis criminais, que ganharam a atenção da mídia e do público, tendo publicado livros da especialista brasileira Ilana Casoy e livros que estudam os perfis como de Ted Bundy e Charles Manson.

### Crime Scene Fiction
A ficção também ganhou um espaço dentro da marca Crime Scene, com a publicação de obras de literatura policial que dialogam com a temática do selo, mas sem retratar crimes reais ou mesclando realidade com ficção. Dentro da marca Crime Scene Fiction está a coleção E.L.A.S — Especialistas Literárias na Anatomia do Suspense, que traz uma seleção de autoras que são as novas vozes do thriller mundial, como Alice Feeney, Jeneva Rose, entre outras.

### Dark Fantasy
O selo privilegia a publicação de autores consagrados do gênero de fantasia dark, com jornadas em mundos fantásticos e aventuras épicas, em ambientes de horror. O selo também publicou uma biografia de J. R. R. Tolkien.

### Cine Book Club
Este selo privilegia livros que abordem o cinema de horror. São novelizações de roteiros, obras originais que acabaram se tornando filmes ou roteiros integrais de grandes filmes do gênero. O selo também publica livros que contam os bastidores de grandes produções do cinema de terror, que trazem informações, curiosidades, fotos e entrevistas com atores, roteiristas, produtores e diretores.

### Crânio
Selo voltado para obras de não ficção, ciência, inovação, história e filosofia. Os livros têm como objetivo fazer um convite aos leitores à reflexão e ao pensamento crítico. São livros que vão desde biografias a inteligências artificiais, feminismo e ciências humanas.

### Caveirinha
O selo infantil da editora privilegia o universo mágico, a imaginação e a criatividade. Suas obras apresentam autores clássicos, como H.P. Lovecraft, para o público infantil com obras coloridas e ilustradas, de bordas arredondadas.

### Fábulas Dark
Este selo publica obras clássicas, já sedimentadas no senso comum do público, convidando artistas nacionais para darem sua visão à obra. A primeira publicação foi uma edição especial de Alice no País das Maravilhas, de Lewis Carroll.

### Macabra
Este selo, em parceria com a Macabra.TV, publica obras transgressoras, com viés de horror, histórias macabras e casos bizarros. O selo foi inaugurado com três obras, o Vitorianas Macabras, Antologia Macabra e Medicina Macabra em janeiro de 2020.

### Magicae
Lançada em 2021, a marca Magicae exalta a magia, a bruxaria e a ligação dos seres humanos com a natureza, os mistérios ocultos e os saberes ancestrais. Entre os livros publicados, destacam-se a coleção Bruxa Natural, de Arin Murphy-Hiscock, o clássico Gnomos, de Wil Huygen e Rien Poortvliet, e A Bíblia Clássica do Tarot, de Rachel Pollack, uma referência nos estudos da cartomancia.

### Tarots & Oráculos Magicae
Desde 2024 a marca conta com uma coleção dedicada aos mistérios e aos saberes das cartas através da linha Tarots & Oráculos Magicae, todos acompanhados de livros guia em português. A coleção foi lançada com a publicação do Tarot Sabedoria das Estrelas, de Cathy McLelland, o Tarot Vilões da Disney, de Minerva Siegel e Ellie Goldwine, e o Oráculo Guardiões da Floresta, de Jessica Roux.

### Wish
Em outubro de 2023, a DarkSide® Books anunciou a aquisição da Editora Wish. Fundada pela produtora editorial Marina Avila, a editora é reconhecida pelo cuidado e atenção a cada detalhe gráfico e editorial, e também por se tornar um sucesso na principal plataforma de financiamento coletivo do Brasil, o Catarse. A Wish aposta na publicação e resgate de livros antigos, de contos de fadas a romances fantásticos, suspenses vitorianos e biografias.

## Trajetória
A DarkSide nasceu dos anseios de fãs e desde então trata cada publicação como aquele item raro de colecionador. O cuidado começa desde a escolha dos títulos até a confecção e envio dos volumes que chegam às casas dos DarkSiders. Com a ideia de produzir edições impecáveis, que demonstram respeito pelo universo literário, com qualidade gráfica e editorial, o DNA da editora sempre se concentrou no livro físico.
A editora também foi responsável pela publicação no Brasil da escritora Becky Chambers, ganhadora do Prêmio Hugo de 2019 na categoria de Melhor Série Literária, com a série Wayfarer.
Em mais de uma década, a editora expandiu seu leque de possibilidades e trouxe outras narrativas para o seu panteão de obras através de marcas como DarkLove, Caveirinha, Graphic Novel, Crime Scene e Magicae. 
No true crime, por exemplo, a DarkSide® ajudou a pavimentar o caminho para o gênero no Brasil em parceria com a criminóloga Ilana Casoy, que é madrinha da marca Crime Scene®. 
Em 2020, a DarkSide® Books lançou o selo editorial Macabra, em parceria com a Macabra Filmes. O grupo editorial expandiu suas operações em outubro de 2023 com a aquisição da Editora Wish, aconhecida por seus sucesso na principal plataforma de financiamento coletivo do Brasil, o Catarse. Em 2024 a editora deu mais versatilidade ao catálogo lançando uma linha específica de Tarots e Oráculos, ligada ao selo editorial Magicae. Todos eles são acompanhados de um livro-guia, que auxilia os leitores a interpretarem as cartas.

## Prêmio Machado DarkSide
Em 2020 a editora realizou a edição do 1º Prêmio Machado DarkSide, com o nome sendo uma homenagem a Machado de Assis. O valor do total dos prêmios da primeira edição foi de R$ 100 mil, contratos editoriais e o troféu dark.
Edição de 2020
Ganhadores
Categoria Romance e contos:
- Porco de raça, por Bruno Ribeiro[31]

Categoria Quadrinhos:
- Aurora, por Rafael Calça & Diox[31]

Categoria Outras Narrativas:
- As Dores do Parto, por Jessica Gonzatto[31]

Categoria Desenvolvimento de projetos:
- Imaginários pluriversais, por Isa e Pétala Souza[31]

Categoria não ficção:
- O monstro no cinema, por Alex Barbosa[31]

Influenciadores literários do Brasil
Menção honrosa
Entre os cinco premiados, dos 240 inscritos, estão
- Adriana Cecchi, a Redatora de Merda[31]
- Milho Wonka e Lana Burns, do canal Freak TV[31]
- Pedro Pacífico, o @Book.ster do Instagram[31]
- Lucas Barros, do canal Fala, Lucas![31]
- Dayrealt Azevedo, do perfil @FunkeirosCults, no Instagram[31]

## Prêmios
- 2011: Minha Vida Fora dos Trilhos, de Clare Vanderpool — Vencedor do Newbery Award.
- 2018: Meu Amigo Dahmer, de Derf Backderf — Vencedor do 30º Troféu HQMIX na categoria Publicação de Aventura/Terror/Fantasia.
- 2019: Samurai Shirô, de Danilo Beyruth — Vencedor do 31º Troféu HQMIX na categoria Aventura/ Terror/ Fantasia.
- 2020: Silvestre, de Wagner Willian — Vencedor do Prêmio Jabuti de Melhor Quadrinho.[32]
- 2020: Silvestre, de Wagner Willian — Vencedor do 32° Troféu HQMIX na categoria Colorista Nacional.
- 2022: A Última Contadora de Histórias, de Donna Barba Higuera — Vencedor do Newbery Award.
- 2023: Sina, de Márcio Benjamin — Vencedor do 6º Prêmio Aberst na categoria Narrativa Longa de Terror.
- 2024: O Jardim Onírico de Clarice Lispector, de Daniela Tarazona e Nuria Meléndez — Vencedor do Prêmio FNLIJ 50 anos 2024/ Produção 2023 na categoria Melhor Projeto Editorial.
- 2024: Vespeiro, de Irka Barrios — Vencedor do 7º Prêmio Jacarandá na categoria Livro do Ano.